# Llandough
Llandough är en community i Storbritannien.   Den ligger i kommunen Vale of Glamorgan och riksdelen Wales, i den södra delen av landet, 210 km väster om huvudstaden London. Llandough gränsar i öster till Cardiff. 
Här ligger ett Cardiff-områdets större sjukhus, University Hospital Llandough. 